# Crystal Castles
A Crystal Castles egy elektronikus, lo-fi zenét játszó együttes volt Kanadából, a zenekar 2004-ben alakult. A Crystal Castles legjobban elvarázsolt elektronikus zenéjéről, melankólikus hangvételéről ismerszik meg, mely klipjeiben megnyilvánul. Legtöbbször az érzelmek dominálnak zenéikben.

## Történet
Első albumuk 2008-ban jelent meg, melyet az évtized 39. legjobb albumának választott meg a New Musical Express magazin. Leghíresebb számok az albumról: Crimewave, Alice Practice, Vanished. Második albumuk 2010-ben jelent meg. Szerepel rajta többek között "Not in Love" című számuk, melyet Robert Smith-szel, a Cure frontemberével készítettek. Eddig ez az együttes legjobb helyezést elért dala, ranglista alapján. Az együttes 2012 márciusában bejelentette harmadik albumát, mely 2012 őszén megjelent 2014. október 8-án Alice Glass a Twitteren keresztül jelentette be távozását személyes és szakmai okokra hivatkozva. Három évvel később nemi erőszakkal vádolta meg korábbi zenésztársát.

## Diszkográfia
Stúdióalbumok
- Crystal Castles (2008)
- Crystal Castles (II) (2010)
- Crystal Castles (III) (2012)
- Amnesty (2016)